# Marcel Pollitzer
 (mars 2012).
Si vous disposez d'ouvrages ou d'articles de référence ou si vous connaissez des sites web de qualité traitant du thème abordé ici, merci de compléter l'article en donnant les références utiles à sa vérifiabilité et en les liant à la section « Notes et références ».
Pour les articles homonymes, voir Pollitzer.
Marcel Pollitzer (né à Paris le 2 décembre 1888, et mort à Nice le 1er avril 1981) est un homme de lettres, conférencier, journaliste français.

## Biographie
Ce fut en 1946 qu'il entreprit l'écriture, alors qu'il exerçait la profession de diamantaire dans laquelle il avait acquis la compétence et l'autorité d'un expert international, comme l'écrit Jean Kéry de l'AEC (Association des écrivains combattants). Marcel Pollitzer, membre du Syndicat national des auteurs, sociétaire de l'AEC, couronné plusieurs fois par l'Académie française pour ses œuvres (Frédéric II, disciple de Machiavel en 1967 ; Le Premier Amour de Talma en 1952 ; Le Règne des favorites en 1973) a publié divers romans et essais. L'histoire restait son domaine de prédilection. Dans ses biographies, il s'attachait surtout à la psychologie des personnages et leur vie sentimentale (La Marquise de Boufflers ; Le Chevalier de Clairefontaine). Parmi les prix reçus, citons le prix Henri-Martin, le prix Paul-Hervieu, le prix du Syndicat des journalistes-écrivains, le prix Charles-Valois de la Société des gens de lettres.
Depuis 1972, un prix porte son nom. Le prix Marcel Pollitzer est décerné à un ouvrage historique de préférence et des auteurs tels qu'Henry Bogdan, Claude Michelet, Philippe Séguin, André Turcat, qui ont eu le privilège de se le voir décerné.
On ne peut pas parler de Marcel Pollitzer sans évoquer ses qualités humaines reconnues par ses contemporains : générosité, intelligence, sensibilité.
Il a été un survivant des deux guerres mondiales du XXe siècle. Il participa aux combats de la Somme en 1916, blessé de plus de quinze éclats de grenade, il reçut la croix de guerre avec une citation élogieuse. Il retourna au front sur sa demande. En 1938, il est à la défense passive de Paris, chef de groupe avec une centaine d'hommes qui lui étaient subordonnés.
Marcel Pollitzer s'est retiré de la vie parisienne, tout en gardant contact avec les milieux littéraires, pour s'installer à Nice à la fin de 1970 afin de répondre aux demandes de sa femme dont la santé vacillait.

### Principaux titres
- Le Maréchal gallant, duc de Richelieu, Nouvelles éditions latines, 1952
- Au chevet des aveugles, Paris : la Colombe, Éditions du Vieux colombier, 1961, prix Auguste-Furtado de l’Académie française en 1962
- Femmes d'esprit, éditions Flammarion, 1963
- Sous la terreur blanche, éditions Aubanel, 1967
- Trois reines de théâtre : Mlle Mars, Marie Dorval, Rachel, éditions La Colombe, 1958
- Frédéric II : disciple de Machiavel, Nouvelles éditions latines, 1966, prix Marie-Eugène Simon-Henri-Martin de l’Académie française en 1967
- Jules Renard (1864-1910), sa vie, son œuvre, éditions La colombe, 1966
- Beaumarchais, père de Figaro, éditions La Colombe, 1957
- La Marquise de Boufflers, la dame de volupté, éditions Aubanel, 1970
- Les Amazones de la fronde et le Quadrille des intrigants, éditions Aubanel, 1959
- Le Premier Amour de Talma, éditions N.E.L., 1951 (Prix de l'Académie française)
- Le Règne des favorites, éditions Aubanel, 1973, prix Marie-Eugène Simon-Henri-Martin de l’Académie française